# The Court of the Crimson King
«The Court of the Crimson King» es la quinta y última canción del álbum debut de King Crimson, In the Court of the Crimson King. Fue usada como banda sonora en la película Children of Men, de 2006, y versionada por varios grupos y artistas, entre los que destacan Saxon (en su disco Killing Ground de 2001), Asia, Howard Stern y el Crimson Jazz Trio. Es probablemente la canción más conocida de la formación inglesa.